# Vlajkovac
Vlajkovac (cyr. Влајковац) – wieś w Serbii, w Wojwodinie, w okręgu południowobanackim, w mieście Vršac. W 2011 roku liczyła 1148 mieszkańców.